# Alexander Orley
Alexander Orley, także Asia Orley, właśc. Alexander Todd (ur. 23 grudnia 1911, zm. ok. 1 marca 1971) – amerykański kierowca wyścigowy.
Orley był Amerykaninem rosyjskiego pochodzenia mieszkającym w Europie. Przyjaźnił się z Zorą Arkusem-Duntovem, dla którego przed II wojną światową testował przerobione samochody MG. Orley planował wystartować tymi samochodami w kilku wyścigach Grand Prix, ale te plany nie zostały zrealizowane. Po wojnie, w 1949 roku, nabył samochód Veritas Meteor, który, napędzany silnikiem Bugatti zadebiutował w 1948 roku w wyścigu Eggberg. Orley prawdopodobnie umieścił w nim silnik BMW i używał go w różnych wyścigach przynajmniej do 1953 roku pod nazwą Orley Speciale.

## Wyniki
| Legenda oznaczeń w tabelach wyników Wyświetl szablon na nowej stronie | Legenda oznaczeń w tabelach wyników Wyświetl szablon na nowej stronie                                                                     |
| Oznaczenie                                                            | Wyjaśnienie |
| --------------------------------------------------------------------- | --- |
| Złoty                                                                 | Zwycięzca lub mistrzostwo |
| Srebrny                                                               | 2. miejsce lub wicemistrzostwo |
| Brązowy                                                               | 3. miejsce lub II wicemistrzostwo |
| Zielony                                                               | Ukończył, punktował (w klasyfikacji generalnej, gdy zdobył co najmniej jeden punkt na przestrzeni sezonu, poza trzema powyższymi opcjami) |
| Niebieski                                                             | Ukończył, nie punktował (w klasyfikacji generalnej, gdy nie zdobył co najmniej jednego punktu na przestrzeni sezonu)                      |
| Czerwony                                                              | Nie zakwalifikował się (NZ) |
| Czerwony                                                              | Nie prekwalifikował się (NPK) |
| Różowy                                                                | Nie ukończył (NU) |
| Różowy                                                                | Niesklasyfikowany (NS) (w klasyfikacji generalnej, gdy nie został sklasyfikowany w żadnym wyścigu sezonu)                                 |
| Czarny                                                                | Zdyskwalifikowany (DK) |
| Czarny                                                                | Wykluczony (WYK/EX) |
| Biały                                                                 | Nie wystartował (NW) |
| Biały                                                                 | Kontuzjowany (K/INJ) |
| Biały                                                                 | Wyścig odwołany (OD/C) |
| Bez koloru                                                            | Został wycofany (WYC/WD) |
| Bez koloru                                                            | Nie przybył (NP/DNA) |
| Bez koloru                                                            | Nie brał udziału w treningach (NT/DNP) |
| Bez koloru                                                            | Nie został zgłoszony (–) |
| Pogrubienie                                                           | Start z pole position |
| Kursywa                                                               | Najszybsze okrążenie wyścigu |
| †                                                                     | Nie ukończył, ale jego rezultat został zaliczony ze względu na przejechanie więcej niż 90% dystansu wyścigu.                              |
| *                                                                     | Sezon w trakcie |
| 1/2/3                                                                 | Punktowana pozycja w sprincie kwalifikacyjnym                                                                                             |
| Lista systemów punktacji Formuły 1                                    | |

| Rok  | Wyścig                                  | Seria                   | Samochód       | Wynik | Źródło |
| ---- | --------------------------------------- | ----------------------- | -------------- | ----- | ------ |
| 1936 | Grand Prix Albi                         | voiturette              | Arkus Special  | NW    | [ 1 ]  |
| 1936 | Coppa Ciano                             | voiturette              | Arkus Special  | NW    | [ 6 ]  |
| 1936 | Grand Prix Frontières                   | voiturette              | MG K3 Magnette | NW    | [ 7 ]  |
| 1947 | Circuit des Remparts                    | voiturette              | Todd Spéciale  | NW    | [ 8 ]  |
| 1947 | Coupe de Paris                          | voiturette              | Frazer-Nash    | NW    | [ 9 ]  |
| 1948 | Coupe d'Argent                          | Formuła 2               | Todd Spéciale  | 2     | [ 10 ] |
| 1948 | Prix de Berne                           | Formuła 2               | Cisitalia D46  | NW    | [ 11 ] |
| 1948 | Circuit des Remparts                    | Formuła 2               | Todd Spéciale  | 4     | [ 12 ] |
| 1948 | 12h Paryża                              | wyścigi długodystansowe | Todd Spéciale  | NU    | [ 13 ] |
| 1948 | Grand Prix du Salon                     | Formuła 1               | Todd Spéciale  | NU    | [ 14 ] |
| 1949 | Grand Prix Brukseli                     | Formuła 2               | Orley Speciale | 2     | [ 15 ] |
| 1949 | Grand Prix Frontières                   | Formuła 2               | Orley Speciale | NU    | [ 16 ] |
| 1949 | Circuit des Remparts                    | Formuła 2               | Orley Speciale | NW    | [ 17 ] |
| 1949 | Grand Prix Monzy                        | Formuła 2               | Orley Speciale | NU    | [ 18 ] |
| 1949 | Prix de Léman                           | Formuła 2               | Orley Speciale | 7     | [ 19 ] |
| 1949 | Grand Prix du Salon                     | Formuła 1               | Veritas Meteor | NU    | [ 14 ] |
| 1950 | Grand Prix Wschodniej Szwajcarii        | Formuła 2               | Orley Speciale | 6     | [ 20 ] |
| 1950 | Grand Prix Mons                         | Formuła 2               | Orley Speciale | NU    | [ 21 ] |
| 1950 | Circuit du Lac                          | Formuła 2               | Orley Speciale | 7     | [ 22 ] |
| 1950 | Coupe des Petites Cylindrées            | Formuła 2               | Orley Speciale | 6     | [ 23 ] |
| 1950 | Grand Prix Genewy                       | Formuła 2               | Orley Speciale | NU    | [ 24 ] |
| 1950 | Grandee Trophée Entre Sambre et Meuse   | Formuła 2               | Orley Speciale | NS    | [ 25 ] |
| 1950 | Circuit de Perigueux                    | Formuła 2               | Orley Speciale | NZ    | [ 26 ] |
| 1951 | Gran Premio del V Centenario Colombiano | Formuła 2               | Orley Speciale | 7     | [ 27 ] |
| 1951 | Circuit du Lac                          | Formuła 2               | Orley Speciale | NU    | [ 28 ] |
| 1951 | Circuit des Remparts                    | Formuła 2               | Orley Speciale | NU    | [ 29 ] |
| 1951 | Grand Prix des Sables d'Olonne          | Formuła 2               | Orley Speciale | 12    | [ 30 ] |
| 1950 | Grandee Trophée Entre Sambre et Meuse   | Formuła 2               | Orley Speciale | NS    | [ 31 ] |
| 1952 | Eifelrennen                             | Formuła 2               | Orley Speciale | NW    | [ 32 ] |
| 1952 | Avusrennen                              | Formuła 2               | Orley Speciale | 10    | [ 33 ] |